# Danville (Pensilvania)
Danville es un borough ubicado en el condado de Montour en el estado estadounidense de Pensilvania. En el año 2000 tenía una población de 4.897 habitantes y una densidad poblacional de 1,189.1 personas por km².

## Geografía
Danville se encuentra ubicada en las coordenadas 40°57′42″N 76°36′43″O / 40.96167, -76.61194.

## Demografía
Según la Oficina del Censo en 2000 los ingresos medios por hogar en la localidad eran de $30,498, y los ingresos medios por familia eran $38,778. Los hombres tenían unos ingresos medios de $30,375 frente a los $24,313 para las mujeres. La renta per cápita para la localidad era de $16,693. Alrededor del 6% de la población estaban por debajo del umbral de pobreza.